# Karl Friedrich von Rumohr

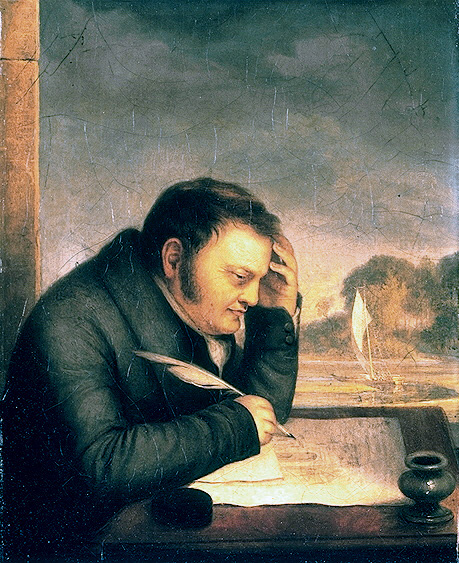
Friedrich Nerly: Representación de Karl Friedrich von Rumohr, alrededor 1823–1827.

Karl Friedrich von Rumohr (* 6 de enero de 1785 en Reinhardtsgrimma cerca de Dresde; † 25 de julio en el año 1843 en Breslau) fue un historiador de arte, escritor y gastrósofo. 
Rumohr hizo de su vida una recopilación de eventos de la Historia del Arte que llegó a compilar en tres volúmenes denominados Italienische Forschungen (1827–1831). Karl Friedrich von Rumohr estableció diversas categorías acerca de como cocinar diversos alimentos distinguiendo diversas técnicas, ingredientes y sabores.